# トゥトゥイラ島

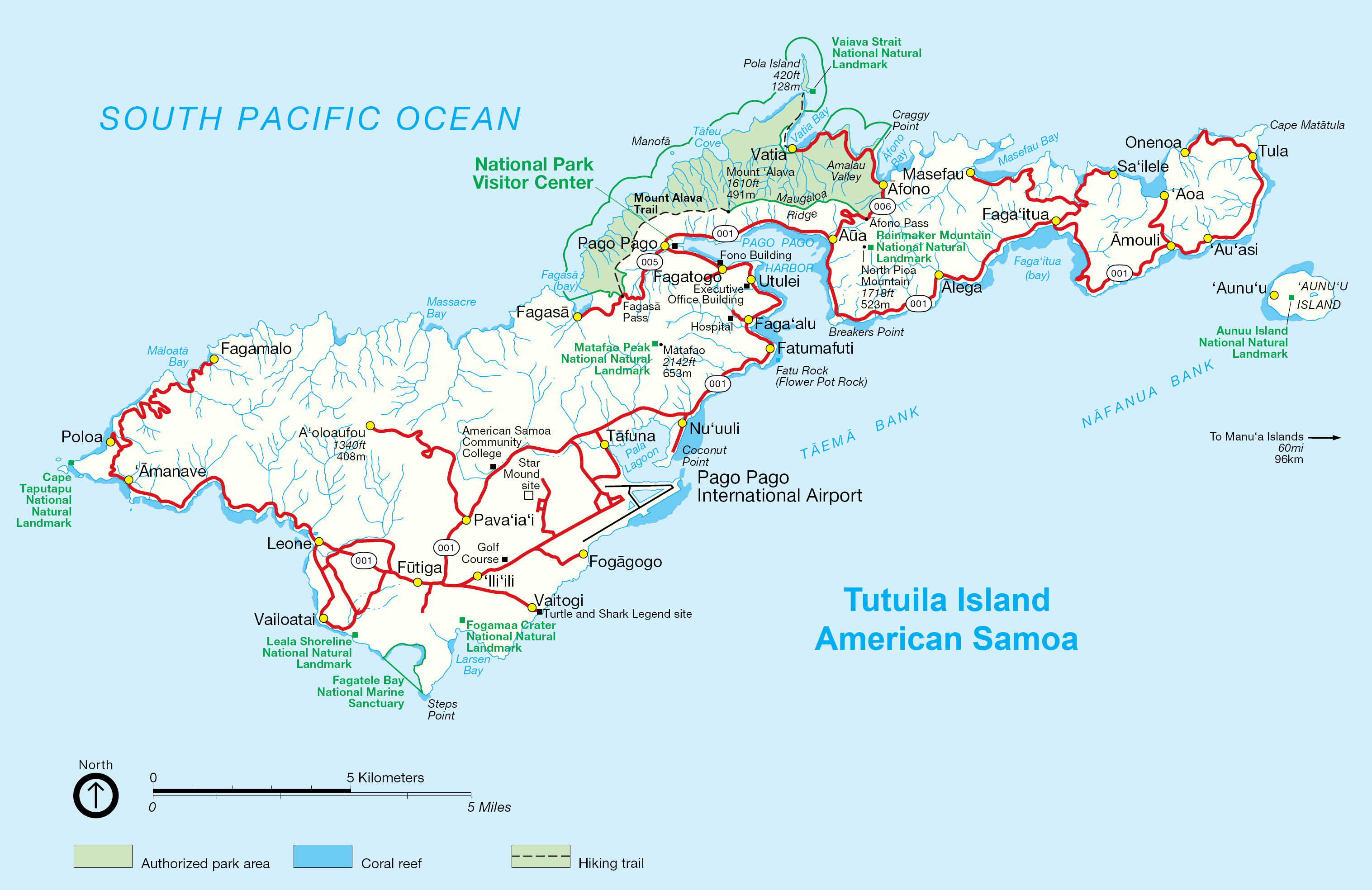
トゥトゥイラ島の地図

トゥトゥイラ島（ツツイラ島、Tutuila Island）は、アメリカ領サモアにある島。主都のパゴパゴが置かれており、サモア諸島全体では3番目に大きな島となる。アメリカン・サモア国立公園の一部を構成する。
楯状火山の島であり、最高峰はマタファオ山(653m)である。面積は141.81km2(奥尻島と同じくらい)で、人口は55,876人となる（2000年現在。いずれもアウヌウ島を含んだデータ)。島は自治領内の主要な境界である、東部地区と西部地区の2地区に分けられている。